# Jean Hissette
Jean Hissette (* 30. August 1888 in Löwen; † 26. August 1965 in Forest/Brüssel) war ein belgischer Augenarzt. Hissette ist der Entdecker der afrikanischen okulären Onchozerkose (Flussblindheit) und er war der erste, der die Entstehung der Erblindung bei der Filarienkrankheit Onchozerkose klären konnte.

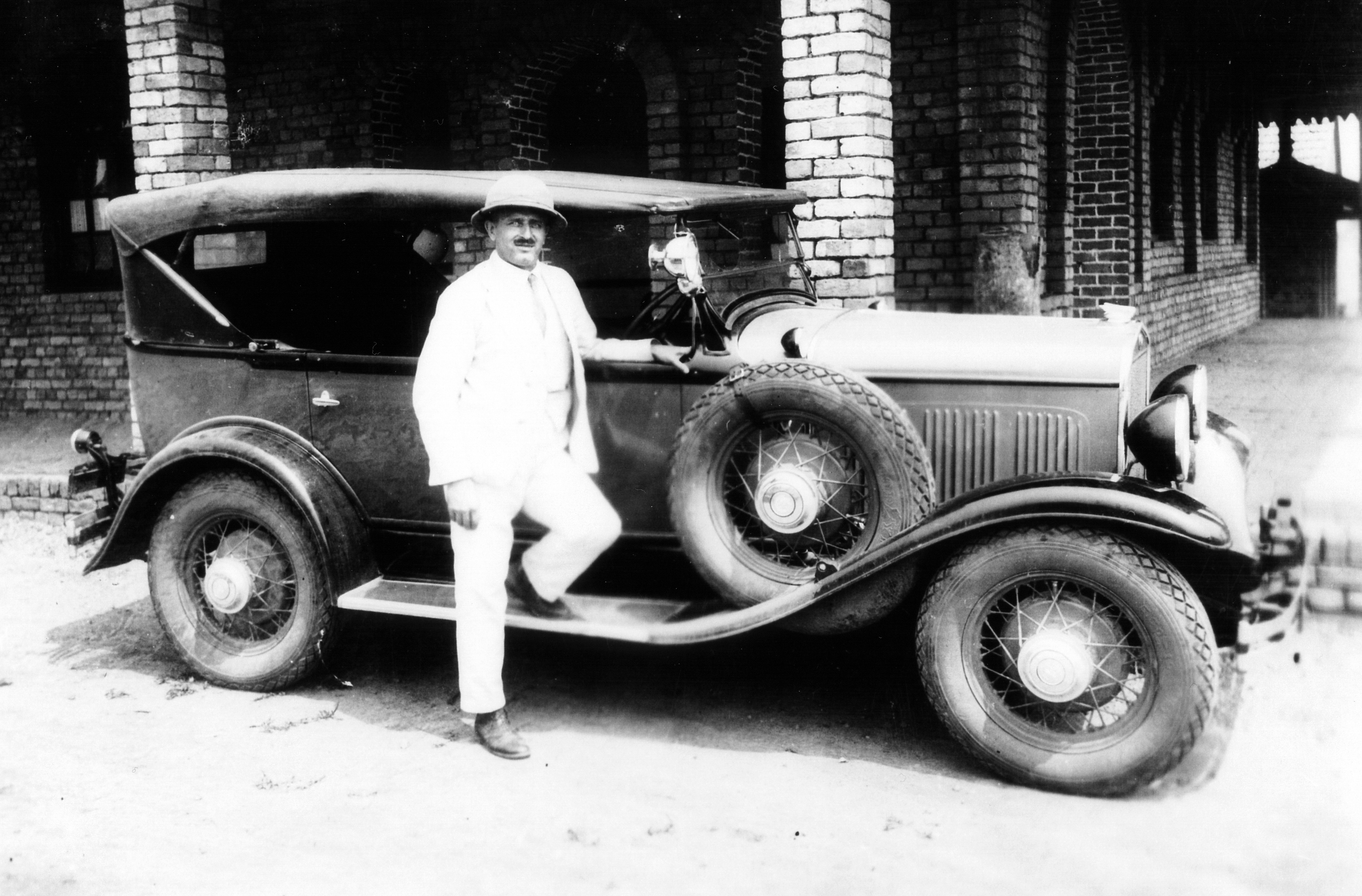
Dr. Jean Hissette in Thielen Saint-Jacques etwa 1930

## Leben
Philippe Jean Hissette wurde in Louvain (Löwen) geboren, der Vater starb noch vor seiner Geburt, seine Mutter und der Stiefvater verbrachten mit der Familie die Urlaubszeiten an der Semois en Gaume in Lacuisine. In Louvain und Melle bei Gent  ging Jean, wie man ihn rief, zur Schule. Sein Medizinstudium begann er in Louvain, und bei Ausbruch des Ersten Weltkrieges am 1. August 1914 war er noch Medizinstudent. Hissette verrichtete vier Jahre Militärdienst im Sanitätswesen als ärztlich dekorierter Sanitätsoffizier bis Kriegsende. 1919 besteht er sein Staatsexamen an der Universität von Gand (Gent), dann erfolgte seine Hochzeit mit der Anversoise Hilda de Vriendt aus einer alten flämische Malerfamilie und die Niederlassung als Privatarzt und Geburtshelfer in freier Praxis in Florenville-sur-Semois im südlichen Belgien. Da es dort insgesamt vier praktizierende Ärzte gibt, hat Hissette nicht allzu viel zu tun. In dieser Zeit sucht er regelmäßig die Universitäts-Augenklinik von Gent unter van Duyse und bald auch die befreundeten Augenärzte und Kollegen de Mets und Moorkens in Antwerpen zur eigenen Fortbildung in Augenheilkunde auf. Auf den Höfen um Florenville sammelt er Schweineaugen, an denen er übte. Kurz hintereinander wurden zwischen 1920 und 1926 seine fünf Kinder geboren, die Töchter sind, in der Reihenfolge geboren, Madeleine, Marguerite, Marie-Thérèse, Gabrielle und Sohn George. Geld ist  knapp. 1928 entschloss er sich, mit der belgischen Nationalmission in den Belgisch-Kongo zu gehen. Hilda und Jean und die beiden jüngsten Kinder gehen am 27. Februar 1929 in Antwerpen an Bord der „Anversville“, um über den Hafen Matadi auf die scheutistische Missionsstation (Mission nationale) nach Thielen Saint-Jacques im Kasai (Belgisch Kongo) zu kommen. Die drei älteren Kinder bleiben zur Schulerziehung zunächst in Belgien.
Hissette ist zwar als Allgemeinarzt im Kongo, doch seinem Spezialgebiet Augenheilkunde gilt sein besonderes Interesse. Er baut sich mit Billigung der aussendenden Mission in Thielen Saint-Jacques ein ophthalmologisches Zentrum auf  und führt von Anfang an Augenoperationen durch. Dabei vernachlässigt er aber die allgemeine tropenärztliche Tätigkeit, Geburtshilfe und Neugeborenenbetreuung keineswegs. Hissette bemüht sich, das Vertrauen der Kranken zu gewinnen und zeigt so gut er kann ein ausgeprägtes Mitgefühl für Elend und Leiden der Leute, egal ob schwarz oder weiß. Nach etwa anderthalb Jahren bringt ihn ein aufmerksamer Pater zur Entdeckung seines Lebens: Er findet die ersten Flussblinden Afrikas am Sankuru- und Lomami-Fluss im Belgisch-Kongo im September 1930.
Nach dem Erwerb der ihm bisher fehlenden Zertifikate kehrt Jean Hissette als graduierter Augenarzt noch 1932 in den Kongo zurück. Er wird vom Kolonialminister beauftragt, den Weg zu verfolgen, ob das in Nordafrika seit Jahrhunderten grassierende Trachom auch in den Kongo gelangen könnte. Dazu reist er über Tunesien, Ägypten und den Sudan bis in den Nordosten des Kongo ein und stellt fest, dass genau dort nur noch vereinzelte Fälle an Trachom vorkommen, stattdessen aber  findet er auch hier am Uéle ein weiteres Foyer an  okulärer Onchozerkose. Er reiste nach Thielen Saint-Jacques und löst sich dort mit Genehmigung der Kolonialverwaltung von den Scheutisten und gründet ein Dispensaire für Augenkranke in Lubumbashi (Elisabethville), der Hauptstadt von Katanga (Shaba). Seine Familie lebt dort in den nächsten Jahrzehnten, er als der einzige praktizierende Augenarzt im Kongo. 1934 begleitete er als Berater und Führer die Harvard-Expedition zur Erforschung der Onchozerkose unter Richard Pearson Strong an den Sankuru, deren Ergebnisse in einem Supplement des American Journal of Tropical Medicine (1938) erscheinen. Sein Ruf als erfolgreicher Augenarzt wächst derart, dass auch Patienten aus französischen und englischen Kolonien ihn aufsuchen.
1936 hält Hissette einen Vortrag in London und stellt seine Aquarelle über die Pathologie der okulären Onchozerkose auf einer Kolonialausstellung in Bruxelles aus, 1937 untersucht er die okulären Komplikationen bei einer Masernepidemie in der Region Pweto der Kolonie Kongo, wobei es bei vielen Kindern zu spontanen doppelseitigen Hornhautperforationen und Erblindungen kommt. Zu Beginn des Zweiten Weltkrieges wird er zum Provinzialarzt von Katanga ernannt (Sprecher der dortigen Ärzte, im Prinzip ein Offiziersrang). Nach 12 Jahren ununterbrochenem Aufenthalts im Kongo kehren er und seine Frau 1952 nach Belgien zurück. Gleichzeitig fühlt er sich müde und verbraucht, wovon er sich nie mehr ganz erholt und was ihn nie mehr medizinisch aktiv werden lässt. Einige seiner Kinder bleiben mit ihren Familien noch bis zur Unabhängigkeit der Kolonie (1960) und darüber hinaus im Kongo und kommen erst später nach Belgien. Hissette und seine Frau leben fortan in Lacuisine gegenüber von Florenville am Ufer der Semois, da wo seine schöpferische Karriere begann, gleichzeitig hat man ein Appartement in Brüssel. Er stirbt am 26. August 1965 in einem Krankenhaus in Forest/Brüssel. Beerdigt sind er und seine Frau in einem Familiengrab in Lacuisine/Florenville-sur-Semois.

## Entdeckung der okulären Onchozerkose in Afrika und Mittelamerika
Rudolf Leuckart hatte den Erreger Onchocerca volvulus in einem Onchozerkom, das ihm aus Afrika zugeschickt worden war, 1891 in Leipzig entdeckt. Die Onchozerkose schien eine harmlose Filariose zu sein, die ein paar Knoten unter der Haut hervorrief. Das änderte sich, als Rodolfo Robles 1915 den Erreger auch in Guatemala, also außerhalb Afrikas, entdeckte, und die Trias aufstellte, die in Süd- und Mittelamerika auch heute noch die Bezeichnung „Morbus Robles“ führt:
1. amerikanische Onchozerkose
2. Erysipela de la costa
3. Augenbeteiligung: Keratitis und Uveitis (Pacheco Luna)

Fortan wurde der Erreger in Mittelamerika Onchocerca caecutiens genannt, der eine Augenbeteiligung hervorrufen konnte, und den eigentlich damit identischen afrikanischen Erreger Onchocerca volvulus hielt man, was eine Augenbeteiligung anbetrifft, für gänzlich harmlos.
In diese Situation platzte die Entdeckung von Tausenden von Flussblinden durch Dr. Jean Hissette am Sankuru im Belgisch-Kongo 1930. Hissette klärte den Pathomechanismus schon 1932:  Mikrofilarien in den einzelnen Augengeweben können die uveitischen Entzündungen hervorrufen. Er hatte sich ein enukleiertes Auge eines Onchozerkosekranken vom Sankuru mit nach Belgien gebracht und dort detailliert aufgearbeitet. Er fand Mikrofilarien von Onchocerca volvulus in der Hornhaut, Iris und Chorioidea (Aderhaut).

Den chorioretinitischen Narbenfundus beschrieb er gleichzeitig 1932, während Harold Ridley, der den Namen der Alteration lange alleine führte, erst 1945 seine Beschreibung mit einer Zeichnung veröffentlicht. Hissette erkannte, dass die Uveitis bei okulärer Onchzerkose immer erst entsteht, wenn die Mikrofilarien abgestorben sind. Das alleine zeigt schon seine Präzision in den klinischen Beobachtungen und er vermutete ein freiwerdendes Toxin, doch heute wissen wir, dass dieser Mechanismus an einer Freisetzung der in den Mikrofilarien vorkommenden Endobakterien, den Wolbachien liegt. Sie werden nämlich als Gram-negative Rickettsiales vom Immunsystem leicht erkannt. Der lebende Wurm und seine Mikrofilarien aber besitzt eine Oberflächenverkleidung, die das Immunsystem nicht durchdringen kann. Genau das nämlich hatte auch Hissette gesehen, dass es eigentlich nur zu unbedeutenden Abwehrreaktionen kommt, solange der Wurm lebt.

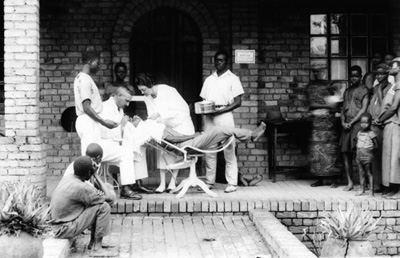
Dr. Jean Hissette mit Schwester Mademoiselle de Salmon bei einer Augenoperation in Thielen Saint-Jacques um 1930. Wegen der beengten Räumlichkeiten des Hospitals operierte Hissette lieber auf der Terrasse als im Gebäude.

## Kontrollkommission an den Sankuru
Neben Wissenschaft und Tropenmedizin war das Kolonialministerium in Brüssel unter Kolonialminister Charles spätestens 1933 auf den kleinen Doktor aus dem Kasai aufmerksam geworden. Die belgische Presse hatte Schreckensmeldungen über Erblindungsmöglichkeiten im Kongo verbreitet, die den eigenen Beamten Angst machten. Es hieß unsinnigerweise, dass auch schon kleine Kinder an Flussblindheit erblinden würden, was Hissette sehr verärgerte, weil solcher Unsinn auf ihn zurückfiel. Minister Charles war der Ansicht, dass es an der Zeit sei, etwas zu unternehmen. Es wurde beschlossen, dem kleinen Doktor eine Überprüfungskommission, im wahrsten Sinne des Wortes: auf den Hals zu schicken.
Die Wahl fiel auf den Harvard-Professor Richard Pearson Strong als Leiter und Organisator einer solchen Kommission. Strong war der erste Lehrstuhlinhaber für Tropenmedizin in Harvard USA. In seinen Arbeiten über die Onchozerkose in Westafrika und Kongo fanden sich keine Angaben über Augenbeteiligungen. Strong reiste im Mai/Juni 1934 mit seinen Mitarbeitern nach Antwerpen und dann mit dem Dampfer in 16 Tagen weiter nach Westafrika bis Lobito Bay (Angola) und von dort mit der Eisenbahn in 4 Tagen ostwärts durch Angola bis Elisabethville, wo sie von Hissette erwartet wurden. Unter Strongs Mannschaft waren unter anderem: der Helminthologe Jack Sandground, der Entomologe Josef Baequert und der Fotograf Henry Mallinckrodt. Noch drei weitere Tage mit der Kolonialbahn brauchte die Mannschaft bis Luputa und weiter mit Lastautos über Kabinda nach Pania Mutombo, bis sie im Lande der Babindi waren und sich endlich auf ihre Studien an Onchozekosekranken konzentrieren konnten. Hissette begleitete die Harvard-Expedition 17 anstrengende Tage als Führer und letztendlich als der durch seine zurückliegenden Studien bei den Babindi überlegene Kenner der Onchozerkose und ihrer komplizierten Übertragungswege. Das Ergebnis der Harvard-Expedition im Sommer 1934 war schließlich die volle Bestätigung aller bisherigen Mitteilungen Hissettes über die Vorgänge bei den schweren Augenaffektionen bis zur Erblindung durch die Filarienerkrankung Onchozerkose. Die Amerikaner hatten erwartet, dass Hissette ihnen ein paar Patienten mit Augenproblemen zeigte, doch dieser fuhr die Blinden gleich zu Tausenden auf. Hissette kannte die einzelnen Häuptlinge von seinen Besuchen 1930/31 sehr gut und genoss durch seine Art ihr Vertrauen. Sie organisierten ihm zuliebe, dass die einzelnen Blinden aus den Hütten herausgeholt wurden, nämlich dort, wo sie eigentlich dem Vergessen überlassen wurden – wie das heute auch noch so ist, und so wurden sie den Amerikanern mit ihrer laufenden Kamera präsentiert.